# Tibor Selymes
Tibor Selymes (nacido el 14 de mayo de 1970 en Bălan) es un ex futbolista internacional rumano y entrenador de fútbol que actualmente dirige al AFC Săgeata Năvodari de la Liga I.

## Carrera profesional

### Como jugador
Selymes nació en Bălan y debutó en Divizia A con el FC Braşov en 1987. En 1990 fichó por el Dinamo București, con quien logró ganar su primer título, la liga rumana de 1991. Posteriormente desarrolló su carrera en varios clubes de primer nivel de Bélgica, como el Cercle Brugge, el Anderlecht y el Standard Liège.
Fue internacional con Rumania en 46 ocasiones entre 1992 y 1999 y participó en la Copa del Mundo de 1994 jugando 4 partidos, la Eurocopa 1996 titular en 3 partidos y el Mundial de 1998 donde no vio minutos.

### Como entrenador
En septiembre de 2010 fue nombrado entrenador del Astra Ploiești, pero fue despedido en agosto de 2011 tras sólo dos partidos de la temporada 2011-12, ambos perdidos por el Astra. Posteriormente tomó el control del FCM Târgu Mureș, pero dimitió de su cargo después de tres partidos: un empate y dos derrotas. Regresó al Astra en noviembre de 2011 y el 16 de diciembre de 2011 fue despedido, la segunda vez en la temporada.
El 2 de abril de 2013 Selymes regresó al Dinamo después de 20 años. Firmó un contrato por dos meses para dirigir al equipo filial del club. El 17 de junio de 2013 firmó con el Sageata Năvodari, equipo debutante en Liga I.

### Participaciones en torneos internacionales
| Mundial              | Sede           | Resultado        | Partidos | Goles |
| -------------------- | -------------- | ---------------- | -------- | ----- |
| Copa Mundial de 1994 | Estados Unidos | Cuartos de final | 4        | 0     |
| Copa Mundial de 1998 | Francia        | Octavos de final | 0        | 0     |
| Eurocopa 1996        | Inglaterra     | Cuartos de final | 3        | 0     |

## Palmarés
Dinamo București
- Liga I: 1991–92

Anderlecht
- Liga Belga: 1999–00